# 張泰山
張泰山（音譯：阿帝·馬紹，1976年10月31日—），台灣棒球運動員，臺東縣東河鄉泰源村人。阿美族人。右投右打，守備位置為三壘手，職棒生涯末期擔任指定打擊。現為中華職棒打點、安打等生涯最多紀錄保持人，綽號森林王子或OEO。

## 生平
家中二兄四姊，排行老么。在其襁褓階段父親張全伯出海跑船時因病去世，母親張林周美則在其25歲時去世。而張泰山為了不讓自己職棒生涯出現斷層，在當時故意增胖逃避兵役成功。
因服用含可洛米酚成份的助孕藥，因而導致2008年北京奧運會中，藥檢呈現陽性反應而遭到禁賽一年處份，其子取名「可洛」紀念此一事件。
2005年，考上國立臺灣體育運動大學競技運動學系，畢業後順利甄試上同系研究所，於2013年7月通過論文口試，拿到碩士文憑。
2010年12月27日，張泰山因不願接受興農牛隊對其轉任打擊教練的安排，且表明自己想要繼續打球的意願，在興農牛隊與其他三隊協調後，只有統一7-ELEVEn獅隊對泰山仍保有極高的信心，決定將他轉隊到統一獅，來到統一獅，不但第一年就幫助球隊拿下總冠軍，且還連續兩年全壘打超過10支。
2015年12月29日，統一獅在連續2年戰績不理想情況下，同時球隊球員年齡普遍偏大，希望張泰山轉任打擊教練以落實本土球員年輕化的政策。張泰山拒絕後，向球團領取離隊同意書。。2016年1月22日，日本獨立聯盟德島藍短襪隊宣布簽下張泰山。2017年9月，加入澳洲阿德雷德鯊魚隊。2018年2月，正式宣布退休，加入台灣人壽業餘成棒隊。
2018年12月15日於台中棒球場舉辦引退儀式正式宣告結束22年職棒球員生涯
目前為止張泰山拿過7次中華職棒總冠軍，與「苦瓜」許聖杰並列。
職棒連續19年參加明星賽也是中職紀錄。

## 選手歷程
- 少棒時期（1986年—1989年）：泰源國小棒球隊
- 青少棒時期（1989年—1992年）：美和中學棒球隊（第29屆）
- 青棒時期（1992年—1995年）：美和中學棒球隊（第29屆）
- 成棒時期（1995年）：時報鷹成棒隊
- 職棒時期（1996年—1999年）：味全龍棒球隊
- 職棒時期（2000年—2010年）：興農牛棒球隊
- 職棒時期（2011年—2015年）：統一7-ELEVEn獅棒球隊
- 職棒時期（2016年）：日本四國島聯盟plus德島藍短襪棒球隊
- 職棒時期（2017年-2018年）：澳洲阿德雷德鯊魚隊
- 業餘時期（2018年）:臺中台壽保棒球隊

## 國手經歷
- 1998年曼谷亞洲運動會
- 2001年世界盃棒球賽
- 2003年札幌亞洲棒球錦標賽
- 2004年雅典奧林匹克運動會
- 2006年世界棒球經典賽
- 2006年洲際盃棒球賽
- 2006年杜哈亞洲運動會
- 2007年世界盃棒球賽
- 2007年亞洲棒球錦標賽
- 2008年夏季奧運棒球最終資格排名賽
- 2010年廣州亞洲運動會

## 職棒生涯成績
中華職棒成績：
| 年度 | 球隊   | 背號 | 出賽 | 打席 | 打數 | 得分 | 安打 | 二壘打 | 三壘打 | 全壘打 | 打點 | 盜壘 | 保送 | 三振 | 打擊率 | 上壘率 | 長打率 | 整體攻擊指數 |
| ---- | ------ | ---- | ---- | ---- | ---- | ---- | ---- | ------ | ------ | ------ | ---- | ---- | ---- | ---- | ------ | ------ | ------ | ------------ |
| 1996 | 味全龍 | 49   | 94   | 349  | 336  | 54   | 112  | 28     | 1      | 16     | 72   | 7    | 10   | 48   | .333   | .355   | .565   | .920         |
| 1997 | 味全龍 | 49   | 91   | 373  | 338  | 44   | 88   | 14     | 3      | 9      | 56   | 12   | 25   | 54   | .260   | .319   | .399   | .718         |
| 1998 | 味全龍 | 49   | 103  | 421  | 372  | 63   | 120  | 29     | 4      | 14     | 78   | 27   | 34   | 56   | .323   | .392   | .535   | .927         |
| 1999 | 味全龍 | 49   | 87   | 366  | 327  | 60   | 105  | 12     | 3      | 17     | 70   | 18   | 23   | 45   | .321   | .388   | .532   | .920         |
| 2000 | 興農牛 | 49   | 78   | 303  | 280  | 39   | 71   | 10     | 1      | 11     | 38   | 11   | 16   | 38   | .254   | .300   | .414   | .714         |
| 2001 | 興農牛 | 49   | 79   | 325  | 291  | 50   | 74   | 9      | 1      | 13     | 53   | 6    | 28   | 45   | .254   | .326   | .426   | .752         |
| 2002 | 興農牛 | 49   | 70   | 279  | 245  | 38   | 66   | 13     | 3      | 10     | 57   | 3    | 22   | 32   | .269   | .343   | .469   | .812         |
| 2003 | 興農牛 | 49   | 100  | 446  | 396  | 82   | 130  | 21     | 4      | 28     | 94   | 22   | 37   | 65   | .328   | .399   | .614   | 1.013        |
| 2004 | 興農牛 | 49   | 100  | 426  | 377  | 73   | 127  | 21     | 0      | 21     | 94   | 14   | 39   | 57   | .337   | .406   | .560   | .966         |
| 2005 | 興農牛 | 49   | 95   | 387  | 348  | 59   | 106  | 12     | 0      | 15     | 60   | 3    | 25   | 54   | .305   | .364   | .468   | .832         |
| 2006 | 興農牛 | 49   | 100  | 433  | 373  | 62   | 130  | 17     | 0      | 24     | 72   | 4    | 41   | 46   | .349   | .428   | .587   | 1.015        |
| 2007 | 興農牛 | 49   | 100  | 434  | 402  | 62   | 128  | 19     | 0      | 19     | 80   | 12   | 19   | 55   | .318   | .362   | .507   | .869         |
| 2008 | 興農牛 | 49   | 82   | 326  | 302  | 46   | 104  | 17     | 1      | 11     | 65   | 6    | 15   | 41   | .344   | .390   | .517   | .907         |
| 2009 | 興農牛 | 49   | 107  | 436  | 398  | 52   | 119  | 22     | 1      | 17     | 63   | 2    | 26   | 51   | .299   | .349   | .487   | .836         |
| 2010 | 興農牛 | 49   | 119  | 505  | 453  | 73   | 142  | 23     | 0      | 16     | 78   | 7    | 37   | 42   | .313   | .374   | .470   | .844         |
| 2011 | 統一獅 | 49   | 118  | 505  | 466  | 58   | 133  | 31     | 2      | 14     | 74   | 1    | 25   | 46   | .285   | .323   | .451   | .774         |
| 2012 | 統一獅 | 49   | 117  | 490  | 448  | 75   | 149  | 36     | 0      | 17     | 96   | 2    | 27   | 59   | .333   | .380   | .527   | .907         |
| 2013 | 統一獅 | 49   | 119  | 505  | 470  | 58   | 136  | 31     | 1      | 9      | 90   | 1    | 22   | 53   | .289   | .329   | .417   | .746         |
| 2014 | 統一獅 | 49   | 57   | 191  | 175  | 15   | 49   | 7      | 0      | 5      | 28   | 0    | 16   | 32   | .280   | .340   | .406   | .746         |
| 2015 | 統一獅 | 49   | 47   | 175  | 160  | 12   | 45   | 5      | 0      | 3      | 20   | 0    | 11   | 21   | .281   | .331   | .369   | .700         |
| 20年 | 20年   | 20年 | 1863 | 7675 | 6957 | 1075 | 2134 | 377    | 25     | 289    | 1338 | 158  | 498  | 940  | .307   | .363   | .493   | .856         |

- 粗體黑字為該年度聯盟最高，紅字為中華職棒紀錄

日本獨立聯盟-四國島聯盟plus成績：
| 年度 | 球隊       | 背號 | 出賽 | 打席 | 打數 | 得分 | 安打 | 二壘打 | 三壘打 | 全壘打 | 打點 | 盜壘 | 保送 | 三振 | 打擊率 | 上壘率 | 長打率 | 整體攻擊指數 |
| ---- | ---------- | ---- | ---- | ---- | ---- | ---- | ---- | ------ | ------ | ------ | ---- | ---- | ---- | ---- | ------ | ------ | ------ | ------------ |
| 2016 | 德島藍短襪 | 49   | 53   | 194  | 174  | 10   | 41   | 12     | 0      | 3      | 24   | 0    | 10   | 24   | .236   | .293   | .356   | .649         |
| 1年  | 1年        | 1年  | 53   | 194  | 174  | 10   | 41   | 12     | 0      | 3      | 24   | 0    | 10   | 24   | .236   | .293   | .356   | .649         |

澳洲棒球聯盟成績：
| 年度    | 球隊         | 背號 | 出賽 | 打席 | 打數 | 得分 | 安打 | 二壘打 | 三壘打 | 全壘打 | 打點 | 盜壘 | 保送 | 三振 | 打擊率 | 上壘率 | 長打率 | 整體攻擊指數 |
| ------- | ------------ | ---- | ---- | ---- | ---- | ---- | ---- | ------ | ------ | ------ | ---- | ---- | ---- | ---- | ------ | ------ | ------ | ------------ |
| 2017-18 | 阿德萊德鯊魚 | 49   | 40   | 157  | 152  | 14   | 43   | 5      | 0      | 4      | 26   | 0    | 4    | 16   | .283   | .306   | .395   | .701         |
| 1年     | 1年          | 1年  | 40   | 157  | 152  | 14   | 43   | 5      | 0      | 4      | 26   | 0    | 4    | 16   | .283   | .306   | .395   | .701         |

### 特別紀錄
- 中華職棒史上第一位達成百轟百盜的球員（2003年8月14日）
- 中華職棒史上擊出全壘打最年輕的球員（1996年4月11日）
- 中華職棒史上連9個球季百安的球員（2003年~2011年）
- 中華職棒史上12個球季百安的球員（1996年、1998年~1999年、2003年~2011年）
- 中華職棒史上連14個球季10轟的球員（1998年~2011年）
- 中華職棒史上16個球季10轟的球員（1996年、1998年~2012年）
- 中華職棒史上本土選手第一位達成年度20-20（20支全壘打及20次盜壘成功）
- 味全龍隊史上第600支全壘打（1998年5月23日），使味全成為全聯盟第一支達成600轟的球隊
- 興農牛隊史上第400支全壘打（2003年3月8日）
- 興農牛隊史上第700支全壘打（2009年5月812日）
- 統一獅隊史上第20000支安打（2012年4月10日）
- 2006年3月18日，興農牛對誠泰COBRAS，他從林恩宇投球中擊出生涯千安，成為中華職棒史上首位「百盜、百轟、千安」的球員。
- 2006年4月5日，統一獅對興農牛，從潘威倫手中轟出兩分砲，以684分打點超越羅敏卿的682分，獨居史上第1。
- 2008年6月20日，La new熊對興農牛，從徐余偉手中轟出生涯第200支全壘打。
- 2009年5月6日，兄弟象對興農牛，對柳裕展打出職棒生涯900分打點，聯盟第一人。
- 2009年5月12日，興農牛對La New熊，轟出興農牛隊隊史第700支全壘打。
- 2009年7月11日，La new熊對興農牛，跑回職棒生涯761得分，超越黃忠義躍居聯盟史上第一。
- 2009年9月11日，興農牛對兄弟象，完成完全打擊，為中華職棒第7位、本土第4位、該季第2位、隊史第1位完成此紀錄。
- 2010年5月5日，興農牛對統一獅，跑回職棒生涯800得分，聯盟第一人。
- 2010年7月22日，興農牛對La new熊，對梅森打出職棒生涯1000分打點，聯盟第一人。
- 2010年7月30日，興農牛對戰兄弟象，從卡斯帝手中擊出雙響砲，完成連續十三個球季全壘打雙位數紀錄。
- 2010年8月21日，興農牛對La New熊，六局下敲出右外野方向一壘安打，追平黃忠義中職最多安記錄1582支安打。
- 2010年8月22日，興農牛對La New熊，七局下敲出一壘安打，成為生涯第1583支安打，正式超越黃忠義中職最多安記錄1582支安打，躍居聯盟史上第一。
- 2011年4月16日，統一獅對兄弟象，張泰山生涯第1424場的出賽，正式超越了黃忠義1423場。
- 2013年4月24日，於桃園國際棒球場對Lamigo桃猿，張泰山在4局上靠著野手選擇站上1壘，之後趁著鄧志偉敲出安打，跑回本壘得分，達成生涯第1000次得分里程碑，聯盟第一人。
- 2013年8月9日，統一7-ELEVEn獅對戰兄弟象，九局下2出局滿壘再度輪到張泰山打擊，敲出三壘強襲球，黃仕豪擋下無法造成出局數，紀錄上為內野安打，張泰山在此完成生涯2000安里程碑，成為中職史上第1人。
- 2014年8月29日，統一7-ELEVEn獅對戰義大犀牛，擊出巧妙的內野強襲球後透過野手選擇上壘並獲得一分打點，擊出生涯第1300分打點，聯盟第一人。
- 2015年4月9日，統一7-ELEVEn獅對戰義大犀牛，11局下半擊出巧妙三殺打，打出中職史上第3次三殺打、台灣職棒史上第4次三殺打，讓張泰山在中職的紀錄再增加一筆。
- 2015年4月10日，統一7-ELEVEn獅對戰Lamigo桃猿，5局下擊出一二壘方向的滾地一壘安打，達成生涯第2100支安打，聯盟第一人。

## 家庭
1999年與吳靜宜小姐結婚，11月20日在臺北縣新莊棒球場舉行婚禮；為中華職棒首位在棒球場上完婚的球員。2009年9月21日兩人生下一子，取名張可洛。後又生一女，名張可妮。
張泰山本人出自棒球名家之一的台東陽家的外家——位於台東縣東河鄉泰源村的泰源楊家。同族後輩有陳致遠、陳致鵬、曾華偉、外甥有張正偉、張志豪等人，另有遠房表兄弟陽岱鋼、陽耀勳、張奕等人，身出名門。

## 特殊表揚
- 2001年12月5日 中華民國行政院原住民族委員會表揚第34屆世界盃棒球賽中華隊原住民籍國手。
- 2003年12月6日 受中華民國行政院原住民族委員會表揚獲選「促進原住民社會發展有功人士」。

## 軼聞與其他經歷
- 曾與彭政閔、王金勇、鄭兆行、柳裕展、謝承勳、曾傑志（曾翊誠）與黃甘霖組成合唱團，合唱「2001棒球年紀念專輯」。
- 目前有與友人合開間原住民人文主題餐廳。
- 與妻子吳靜怡於球隊母企業商品之電視廣告中共同演出，廣告為殺蟲劑。
- 參與電影《球愛天空》的演出。
- 參與電視劇《穿越101》的演出。
- 職棒24年明星賽指定打擊票選第5名。
- 他於2019年擔任味全龍隊打擊教練，在一場國際交流賽上他借調予澳洲棒球聯盟阿德萊德巨人隊，並在徐若熙手中轟出全壘打[5]

## 相關著作
- 《HOME RUN：森林王子張泰山O～EO》[6]

## 外部連結
- 張泰山在台灣棒球維基館上的頁面（繁體中文）
- 张泰山在中華職棒官網
- 张泰山在Baseball-Reference.com（小聯盟以及海外聯盟）（英语）
- 张泰山在Olympics.com（英语）
- 张泰山在Olympedia（英语）
- 張泰山的Facebook專頁
- 張泰山在互联网电影资料库（IMDb）上的資料（英文）

| 獎項                             | 獎項                                                                     | 獎項                           |
| -------------------------------- | ------------------------------------------------------------------------ | ------------------------------ |
| 前任： 從缺                      | 中華職棒年度新人王 1996年                                                | 繼任： 闕壯鎮                  |
| 前任： 怪力男 陳致遠 林泓育      | 中華職棒打點王 1999年 2004年 2012年-2013年                               | 繼任： 黃忠義 謝佳賢 林益全    |
| 前任： 陳文賓 謝佳賢             | 中華職棒全壘打王 2003年－2004年 2006年                                   | 繼任： 謝佳賢 雷               |
| 前任： 陽森 威納斯               | 中華職棒安打王 2006年 2010年                                             | 繼任： 高國慶 張正偉           |
| 前任： 宋肇基                    | 中華職棒年度最有價值球員 2003年                                          | 繼任： 凱撒                    |
| 前任： 林琨瀚                    | 中華職棒金手套獎（三壘手） 1999年－2001年                                | 繼任： 吳佳榮                  |
| 前任： 羅偉 陳健偉 威納斯 黃仕豪 | 中華職棒最佳十人獎（三壘手） 1998年－2001年 2003年－2004年 2006年 2011年 | 繼任： 陳健偉 威納斯 雷 高國慶 |
| 前任： 陳金鋒 陳冠任             | 中華職棒最佳十人獎（指定打擊） 2010年 2012年                             | 繼任： 陳冠任 林泓育           |
| 前任： 林仲秋                    | 中華職棒全壘打大賽冠軍 1998年 2001年                                     | 繼任： 亞力士 黃忠義           |
| 前任： 鍾承佑                    | 中華職棒完全打擊締造者 2009年9月11日                                     | 繼任： 林益全                  |
| 前任： 張正偉                    | 中華職棒總冠軍賽優秀球員獎（勝方） 2011年                                | 繼任： 雷力                    |